# Анијер сир Блур
Анијер сир Блур (фр. Asnières-sur-Blour) насеље је и општина у западној Француској у региону Поату-Шарант, у департману Вијена која припада префектури Монморијон.
По подацима из 2011. године у општини је живело 188 становника, а густина насељености је износила 5,79 становника/km². Општина се простире на површини од 32,49 km². Налази се на средњој надморској висини од 210 метара (максималној 232 m, а минималној 163 m).

## Демографија
| 1962. | 1968. | 1975. | 1982. | 1990. | 1999. | 2011. |
| ----- | ----- | ----- | ----- | ----- | ----- | ----- |
| 312   | 388   | 329   | 304   | 225   | 191   | 188   |

График промене броја становника у току последњих година